# إرباخ إم أودنفالد
ارباخ در اودنوالد (بالألمانية: Erbach im Odenwald) هي district capital، بلدة، residenz، Gemarkung، مدينة و بلدة ألمانية تقع في ألمانيا في Odenwaldkreis. يقدر عدد سكانها بـ 13,608 نسمة .

## المدن التوأمة
مدن Ansião، يتشين، Königsee-Rottenbach، Le Pont-de-Beauvoisin، Le Pont-de-Beauvoisin و كونيغزيه هي مدن توأمة لـارباخ در اودنوالد.

## معرض صور

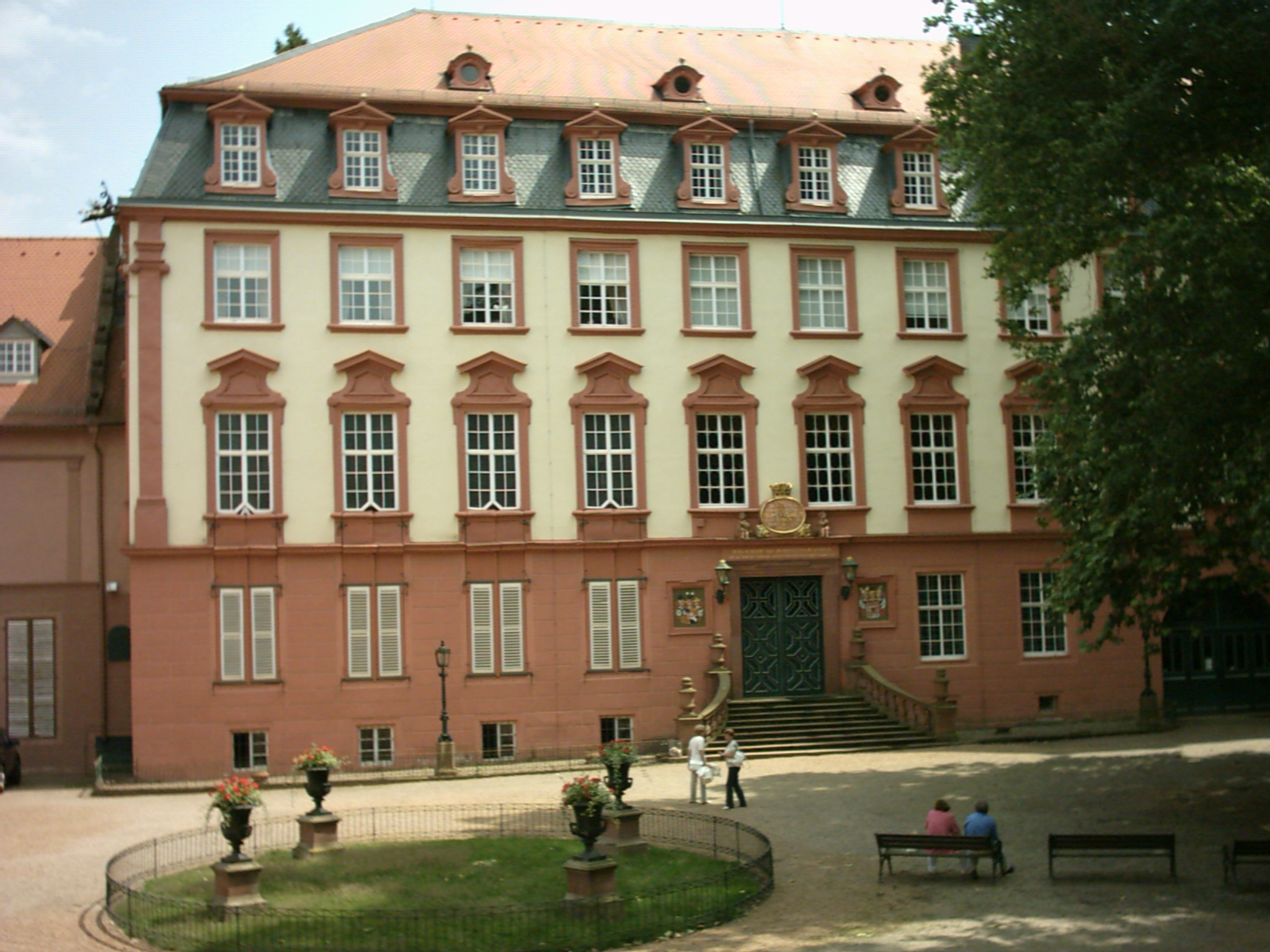
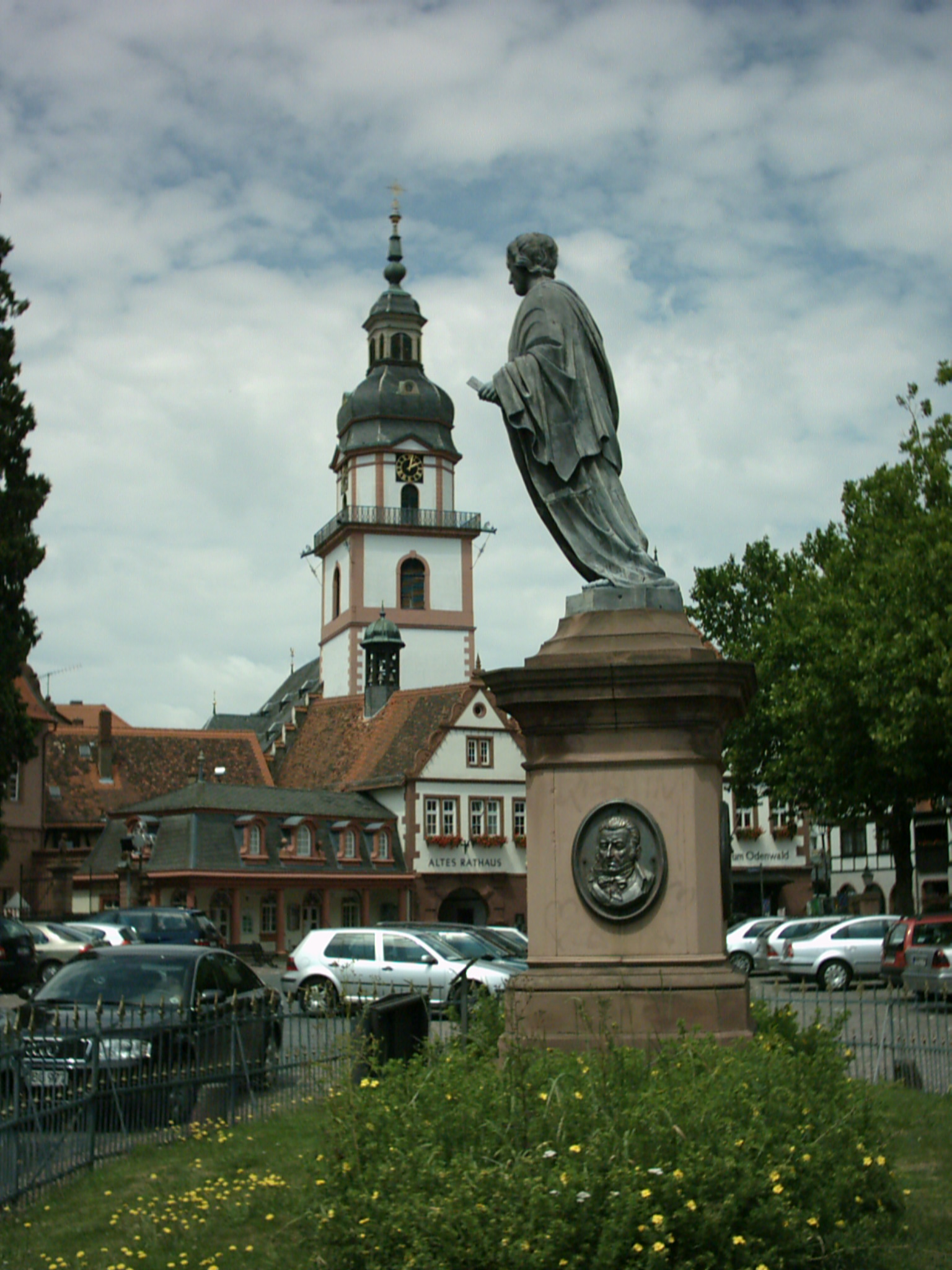
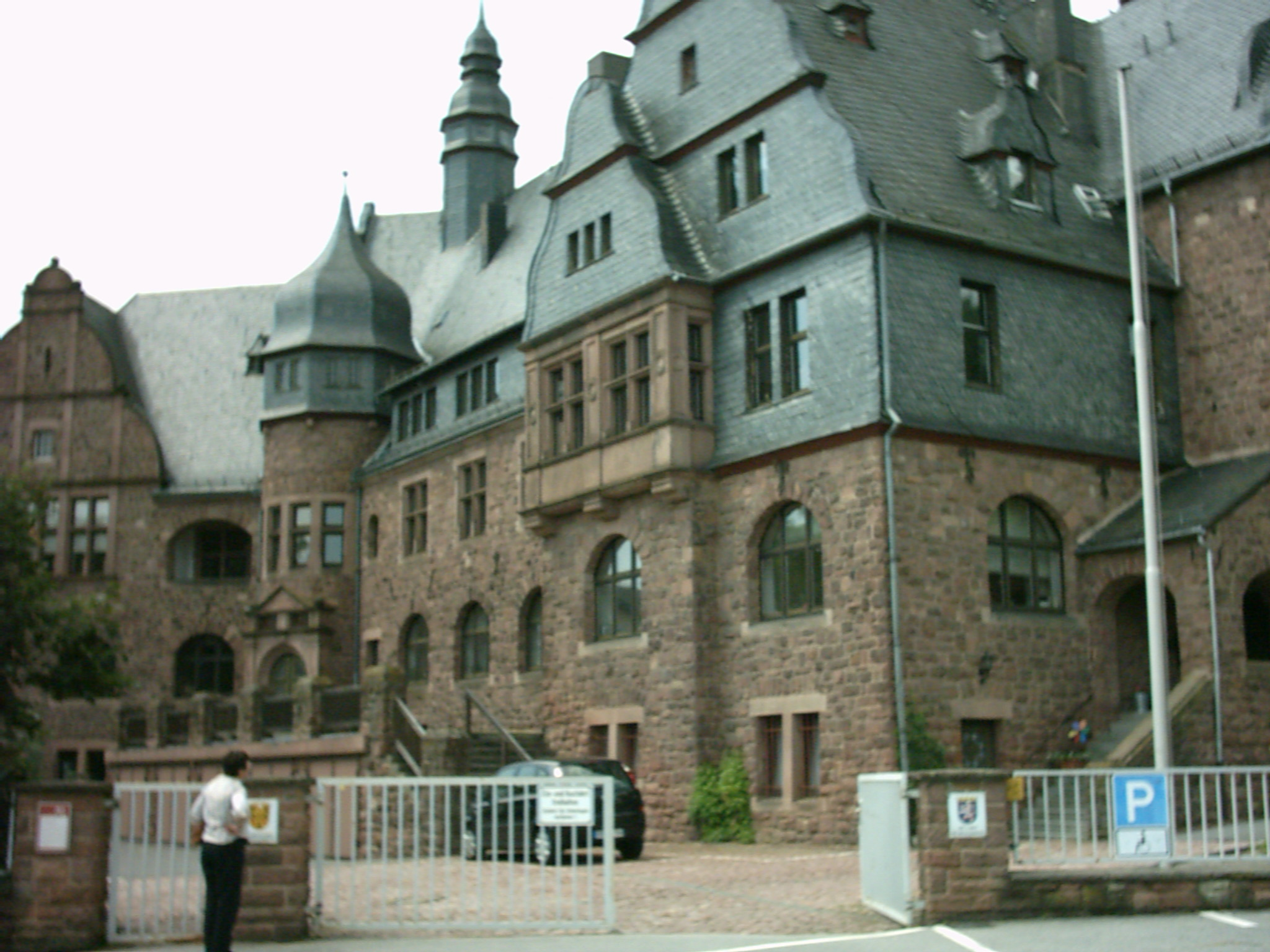
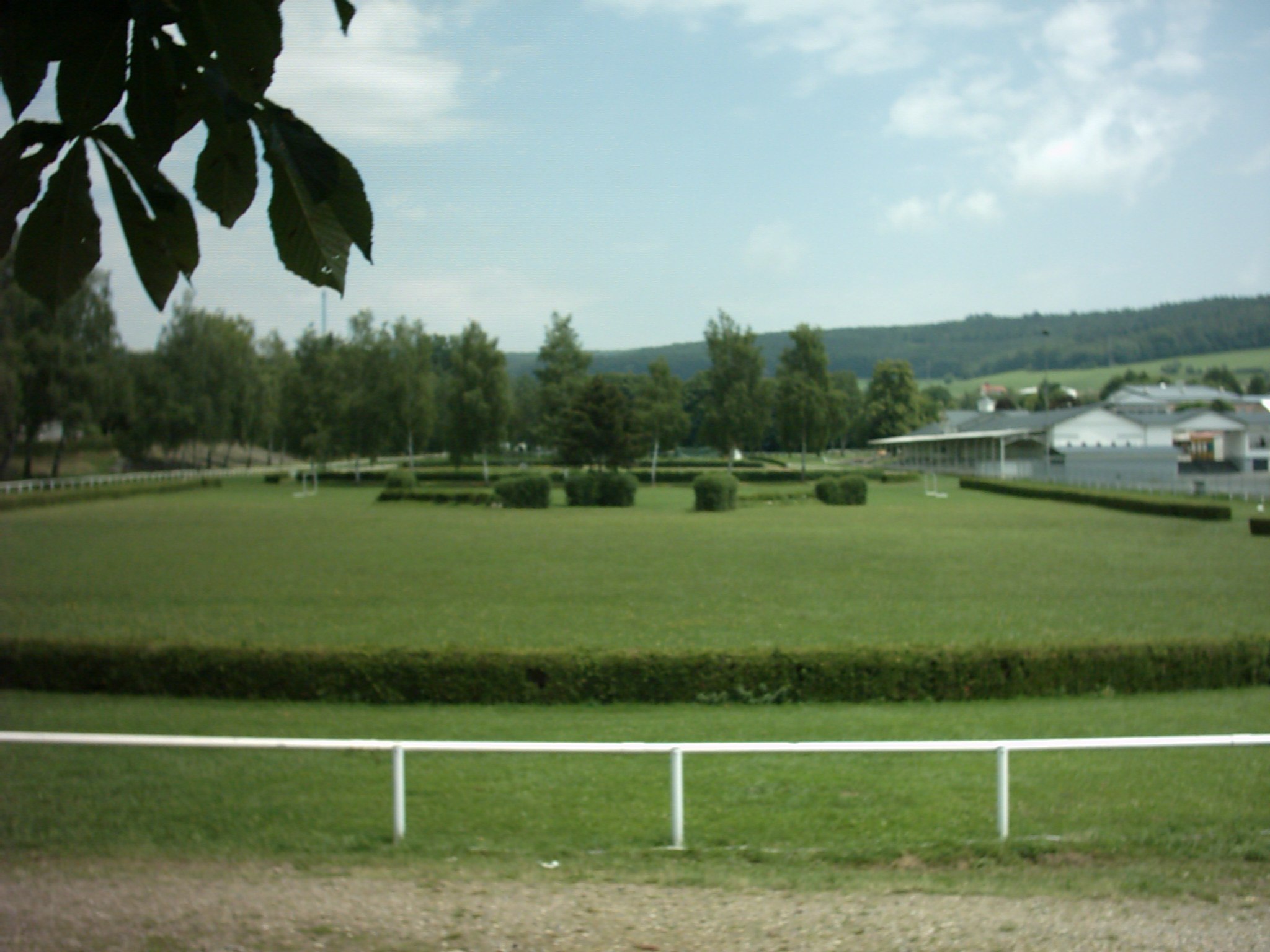

## أعلام
- ماريان كراوس
- تيمو بول
- أوكا نيكولوف
- جيسيكا شوارز